# Ultraviolet (EP)
„Ultraviolet“ je EP od americké synthpopové skupiny Owl City. Vyšlo 27. června 2014 a obsahuje čtyři skladby.

## Seznam skladeb
| Ultraviolet | Ultraviolet                              | Ultraviolet |
| Pořadí      | Název                                    | Délka       |
| ----------- | ---------------------------------------- | ----------- |
| 1.          | Beautiful Times (feat. Lindsey Stirling) | 3:25        |
| 2.          | Up All Night                             | 3:51        |
| 3.          | This Isn't The End                       | 3:24        |
| 4.          | Wolf Bite                                | 3:50        |

## Okolnosti vzniku alba
21. února 2014 Adam Young na svém Tumblr blogu oznámil, že jeho několika měsíční práce se blíží do finále a už se těší až se o to bude moct podělit se svými fanoušky. „Celý cyklus je podivný: pronásleduješ inspiraci, cele se ponoříš do vize, ale nakonec to vše musíš rozložit, zapomenout na všechno, co už znáš, abys mohl začít znovu od začátku. V tomto smyslu je pro mě muzika zábavná. Čím víc ji studuju, tím méně jí rozumím.“ Řekl, že nová kapitola Owl City bude naplněna planou honbou za přeludem a neobyčejnými zvraty - přes staré známé rozmary a skrz nové hranice. „Podařilo se mi zachytit pár kouzelných myšlenek, některé jsou tak výstřední, že jsou na pomezí zvláštnosti - temné a nádherné.“ Adam se rozhodl, že rok 2014 pro něj bude sólo rokem. Ne, že by ho nebavilo spolupracovat, ale protože „se jeho svět točí tak příjemným tempem, že je inspirovaný, aby prozkoumával nekonečné, neprobádané oblasti představivosti, které zůstávají nezmapované v jeho hlavě bez vnějšího přispění. Proto v časných ranních hodinách, kdy město odpočívá a celý svět tvrdě spí, bloumá po venku úplně sám“. Na závěr napsal: „Hodně přemýšlím, ale nemluvím moc, tak píšu.“
Také oznámil, že nová hudba bude návrat ke kořenům původního Owl City, do doby Ocean Eyes, ale s novými technikami, s triky, které se od té doby naučil.
Adam se rozhodl, že nevydá jedno album, ale že bude v průběhu roku vydávat „sérii EP“.
8. dubna 2014 byl vydán singl „Beautiful Times“, kde Adama doprovází hrou na housle Lindsey Stirling. Skladba byla k dispozici zdarma ke stáhnutí na speciálně vytvořené stránce beautifultimes.owlcitymusic.com. Adam zde v dopise mimo jiné píše: „(Skladba) má v sobě temnou krásu, která je působivá, a podstata písně nabízí ideu, že život je báječný navzdory břemenům a útrapám, které nás potkávají. Je to hymna pro ty, kteří hledají sílu povznést se nad těžkosti.“
Už 15. listopadu 2013 na instagramu píše: „Ukázal jsem nějaké nové texty své kamarádce a ona řekla: 'Jsou krásné a éterické a barevné a smutné a temné a poetické a hořce sladké a jsi to celý ty, všecko najednou. Připomínají mi tu scénu z VALL-I, když roboti tančí.“
2. června Adam oznamuje, že nové album bude vydáno 27. června. Na Instagramu píše: „Lidi! Mé další dílo bude k dispozici 27.6., je to už za rohem! Jak jste mohli vidět na Facebooku nebo Twitteru, nezveřejňuju moc detailů o novém albu, ale místo toho VÁM, mým úžasným Hoot Owls, umožním, abyste je společně odhalili. Všecko, od obrázku alba a názvu, seznamu skladeb a klipů, je na dosah vaší ruky. Aby se to uskutečnilo, stačí jen zajít na stránku hootowls.owlcitymusic.com“ Instrukce na této stránce byly, že šířením hashtagu #owlcityjune27 odhalí název a obal nového EP. Musí dosáhnout 100% před půlnocí 8. června. Hoot Owls se to podařilo už 5.6. Jméno nového EP bylo Ultraviolet. Na druhý den dostali od Adama novou misi: k odemknutí krátkého klipu jedné písně a seznamu skladeb mají sdílet hashtag #UltravioletJune27, což se zdařilo 10.6. - Hoot Owls si mohli poslechnout kousek písně „Wolf Bite“. Posledním úkolem bylo sdílení stejného hashtagu a za Adamova nadšeného povzbuzování fanoušci 17.6. za odměnu získali oficiální audio video písně „Wolf Bite“. 17.6. bylo Ultraviolet k dispozici k předobjednání na iTunes, a tak se po internetu začaly šířit zvukové ochutnávky i k ostatním písním z EP.
Někteří se domnívali, že v EP Ultraviolet bude i píseň, jejíž část Adam kdysi zveřejnil, nazvaná Floppy Fish či Trust Me. A po zveřejnění playlistu čekali, jestli skladba Up All Night bude ta samá, kterou Adam vytvořil jako demo pro Dereka Fuhrmanna pojmenovaná Sleepwalker či Up All Night.
25.6. Adam na Instagramu zveřejnil ukázku z videoklipu k „Beautiful Times“. Na druhý den byl videoklip zveřejněn na stránkách Rolling Stone a 27.6. vyšel i na YouTube. Rovněž byla premiéra nového EP „Ultraviolet“. Na albu bylo již vydané "Beautiful Times" a pak ještě další tři skladby.
V den vydání Ultraviolet Adam na Twitteru děkuje všem svým fanouškům za podporu a uvádí, že nové EP se aktuálně umístilo na druhé příčce US iTunesMusic chart. 10.7. se EP vyšplhalo na 38. pozici na SpotifyUSA's Viral Chart. A na Billboard 200 chart se objevilo na 30. místě.
Po vydání Ultraviolet Adam na sociálních sítích zveřejňuje sérii různých historických, černobílých fotek, kde je vždy nějaká část duhově vybarvena, což má připomínat motiv EP. Adam se také baví tím, že srovnává cenu Ultraviolet s nejrůznějšími věcmi jako cappuccino, voskovky či furby.
V srpnu Adam fanoušky žádá, aby mu na Spotify vytvořili playlisty pojmenované #UpAllNight, které budou obsahovat právě skladbu Up All Night a pak několik dalších skladeb. On že je bude za bezesných nocí poslouchat a třeba mu pomůžou usnout.
8.7. vychází oficiální audio videa k písním „Up All Night"“ a „This Isn't The End“
11.7. se na sociálních sítích objevuje obrázek úplňku s první větou z „Wolf Bite“ a zprávou: „Příští čtvrtek si vlci vyjdou hrát ven. Kdo je připravený?“ Později Adam zveřejňuje ještě další fotky z blížícího se videoklipu. 17.7. tedy vychází přes Vevo "official visualizer". Na stránce MetroLyrics je navíc i text písně vlastnoručně napsaný Adamem. Po internetu se však rozšířila vlna otázek, co to vlastně visualizer je, a proto Adam na Tumblr reaguje: „Vidím TAK strašně moc komentářů jako: 'Adame, ty jsi praštěný. Co je to visualizer?' Dobře dámy a pánové, není to tak docela lyric video, ale není to ani plnohodnotné music video, které byste viděli na MTV, VH1, MuchMusic a tak. Jednoduše řečeno je to vizuální doprovod k samotné skladbě. Tak doufám, že to chápete!!!“ Visualizer vychází 19.7. na Youtube, neboť přes stránky Vevo nebylo video v některých zemích dostupné (Česko nevyjímaje).
31. července ve dvě hodiny ráno (čas v Owatonně) probíhal #UpAllNight Twitter chat, po jejímž konci Adam oznámil, že na druhý den má pro fanoušky novinku. 1. srpna tedy překvapí zveřejněním Up All Night visualizeru.
Poslední píseň „This Isn't The End“ se dočkala svého visualizeru 29. srpna.
Na počest „Beautiful Times“ a později i celého Ultraviolet pořádal Adam chaty. Na Facebooku 16.4.2014 zaměřený na „Beautiful Times“ a 26.6., tedy den před vydáním Ultraviolet. Na Twitteru pak Up All Night chat 16.8..

## Beautiful Times
Beautiful Times byla první píseň z nového EP. Adam uvedl, že vznikla již v lednu, kdy se vrátil z tour, a že složit ji mu trvalo asi týden. „Je to vlastně první píseň, kterou jsem napsal po návratu z tour. Dobíjel jsem baterie, abych tak řekl, díval jsem se znovu na své původní inspirace. Nechal jsem se svým sněním unést a dosáhl jsem písně tím, že jsem psal jen z představivosti místo z nějaké konkrétní situace. Byl to nádherný moment pokroku jak mé osobnosti, tak mé muziky.“
Adam 18.8.2014 v rozhovoru o videoklipu Beautiful Times řekl: „Videoklip není jako většina videí, které jsem vytvořil. Je to takové ohlédnutí se na to, odkud jsem přišel jako umělec ve své kariéře. Je to taková nostalgie. Jo, jsem spokojený s tím, jak se vyvinulo.“

### Videoklip
Videoklip nás uvádí do dětského pokoje plného hraček, podobného tomu z videoklipu k „Fireflies“, kde malá holčička objeví v domečku pro panenky v jednom pokojíku Adama hrajícího na klávesy a v druhém Lindsey s houslemi. Vše začíná poletujícím světýlkem, které přiletí otevřeným oknem, probudí spící holčičku a oživí ostatní hračky v pokoji, tak že se začnou vznášet ve vzduchu. Holčička se udiveně rozhlíží po svém pokoji, pak vezme lupu a sleduje Adama a Lindsey v domečku. Z ničeho nic kouzlo zmizí a vznášející se hračky spadnou na zem. Dívka s úsměvem na tváři odchází z pokoje, jiskra vletí do majáku a domeček se opět zavře.

## Wolf Bite
Adam zveřejnil část písně Wolf Bite už 3.4.2014 na Vine. Že se jednalo o tuto píseň, bylo ale jasné až po vydání Ultraviolet. K tomu napsal: „Abych byl upřímný, nápad k nové písni vypadá jako ledovec.“ A pak na druhý den další část, kde upravil svůj hlas, ale slova lze rozpoznat: „The sky falls down, despite my fear, will you appear?“ A to okomentoval slovy: „Někdy si měním výšku hlas a pak je veselo.“
Adam napsal, že inspirací pro tuto píseň byl film Vlkodlak: „Prostě se to ze mně vychrlilo. Sledoval jsem remake filmu Vlkodlak s Benicio Del Torem a Anthony Hopkinsem, tak myšlenka vlkodlaků byla čerstvá. Idea písně je o tom, jak se stát lepším člověkem a jak zkoušky a složitá životní trápení ti pomohou dospět. Jdeš přes všechny ty temné noci, aby se z tebe stal lepší člověk.“

### Videoklip
Ve visualizeru pro „Wolf Bite“ vystupují lidé v kostýmech vlků. Jezdí na kole po městě, tančí na ulicích New Yorku. Vše při úplňku. Video měli na starosti Director of Photography Tim Buttner a režisér Andrew William Ralph. Video obsahuje různé dramatické umělecké prvky. Se záběry skupinky mladých lidí se prolínají žluté kresby vlků, vlčích očí, tesáků, fází měsíce, různých znaků a dokonce lze zahlédnout i problikávající Adamovu tvář.

## Up All Night
Tato skladba se stala nejoblíbenější z celého Utraviolet. Asi také proto, že k názvu má Adam velmi blízko, jelikož trpí již od dětství nespavostí.

### Videoklip
Ve visualizeru se prolínají dva samostatné motivy, které se na konci spojí. Mladý muž s batohem na zádech putuje krajinou, přes louku se dostane do lesa, objeví i jezero. Jelikož se blíží noc, tak se utáboří. V noci ho vzbudí světlo. Vydá se za ním a objeví tančící dívku, která drží v ruce prskavky a za níž můžeme vidět další ohňostroje. Vše končí tím, že muž stojí před mladou ženou a vzájemně se na sebe dívají. Dívka byla právě oním druhým motivem; její záběry se prolínaly s příběhem muže.

## This Isn't The End
Na chatu na Facebooku jeden fanoušek Adamovi napsal: „This Isn't The End je jedna z nejtemnějších skladeb, jakou jsi kdy napsal. Co ti bylo inspirací?“ Adam na to reagoval: „Má temný obsah, to jo, ale má optimistickou zprávu. Je to příběh někoho, koho znám.“
Na Twitteru „veřejně oznamuje“, že píseň „This Isn't The End“ má dvě transpozice, co není tak úplně obvyklé.
27. března 2015 Adam na Facebooku uvádí, že nejvíce hrdý ze všech svých písní je na „This Isn't The End“, neboť je to srdcelomná, ale ve své vlastní temné podstatě je to asi ta nejpozitivnější a nejpovznášející Adamova skladba. Je to malý pokus říci světu: „tam kdesi na konci tunelu je vždycky světlo“. Adam věří, že písně, které pomáhají lidem, mají cenu zlata. „This Isn't The End je píseň, která je asi nejbližší mému srdci, protože je to krátký odklon od dobrých časů a svitu hvězd a světélkujících brouků a místo toho je to přijmutí skutečných lidských otázek, ryzích a upřímných.“

### Videoklip
Videoklip ukazuje archivní záběry osmiletého děvčete s jejím již zesnulým otcem a současně přechází do současnosti, kde dívka jako už dospělá žena trpěla depresemi kvůli ztrátě svého otce. Důvod jeho zmizení není z videa znám. V písni je ale řečeno, že se otec zastřelil, protože se nemohl vypořádat se svým trápením.